# Comissão da Verdade, Justiça e Paz
A Comissão da Verdade, Justiça e Paz (em castelhano:  Comisión de la Verdad, Justicia y Paz) é uma comissão da verdade nicaraguense criada pela Assembleia Nacional da Nicarágua para investigar as mortes e danos causados durante os protestos iniciados em 18 de abril de 2018.
A Assembleia Nacional aprovou a criação de uma comissão da verdade em 29 de abril de 2018. A comissão foi empossada em 6 de maio com seis membros: o padre franciscano Uriel Molina Oliú; Dra. Myrna Kay Cunningham Kain; o vice-reitor da UNAN-Manágua, Jaime López Lowery; o vice-procurador de direitos humanos Adolfo Jarquín Ortel; e o acadêmico Cairo Amador.
Após a sua criação, a comissão solicitou a ajuda da Comissão Interamericana de Direitos Humanos (CIDH) e iniciou contatos com o Alto Comissariado das Nações Unidas para os Direitos Humanos, Zeid Ra'ad Al Hussein.
A comissão foi acusada em diversas ocasiões de ter conclusões tendenciosas e de servir os interesses do oficialismo. Organizações e associações civis contrárias ao governo de Daniel Ortega utilizaram em diversas ocasiões o termo "comissão da mentira" para se referir a ela e alguns meios de comunicação (como o jornal La Prensa) a batizaram de "Comissão Porras" em alusão a Gustavo Porras, presidente da Assembleia Nacional e deputado da FSLN.